# Pterophorus denticulata
Pterophorus denticulata là một loài bướm đêm thuộc họ Pterophoridae. Nó được tìm thấy New Guinea và Micronesia.
Chiều dài cánh trước khoảng 9 mm.

## Phân loại
Some authors treat is as a đồng nghĩa của Pterophorus niveus.